# Esmé Bianco

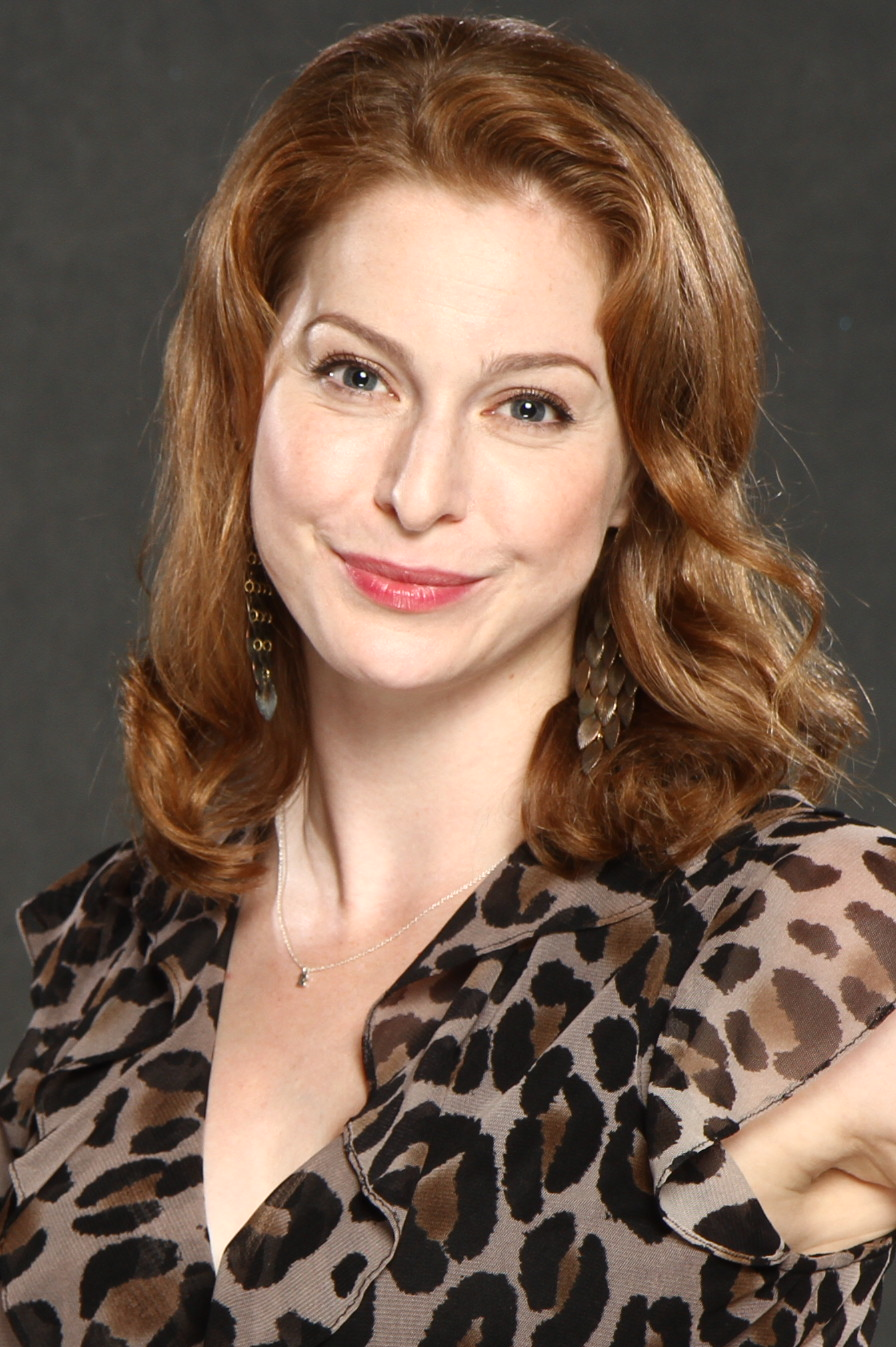
Esmé Bianco auf der Florida SuperCon 2014

Esmé Bianco (* 25. Mai 1982 in St Albans, Hertfordshire) ist ein britisches Model, Schauspielerin und Burlesque-Tänzerin.

## Leben
Esmé Bianco wuchs in Hertfordshire und auf der Halbinsel Wirral auf. Mit 18 Jahren zog sie nach London, wo sie am Goldsmiths College Drama and Theatre Arts studierte. Im September 2008 heiratete sie einen Arzthelfer. 2011 war sie einige Zeit mit dem Musiker Marilyn Manson zusammen. Im Jahr 2021 verklagte sie diesen wegen „Körperverletzung, Vergewaltigung und anderer Vergehen gegen die sexuelle Selbstbestimmung“.

## Karriere
Schon während ihres Studiums 2003 begann Bianco zu modeln und arbeitete unter anderem für das Unterwäsche-Label Agent Provocateur. Ihre ersten eigenen Bühnenperformances führte sie im Londoner Fetish-Club Torture Garden auf, danach bereiste sie mit ihren Shows auch andere Länder. Ihre bekannteste Show ist White Wedding, in der sie aus einer übergroßen Hochzeitstorte springt. Mittlerweile ist sie eine der bekanntesten Burlesque-Tänzerinnen der Welt und gilt als britische Antwort auf Dita Von Teese.
Sie ist die Muse von Schuh-Designer Terry de Havilland, der eine Schuh-Serie nach ihr benannte. Bianco posierte unter anderem für die Maler Christian Furr und Peregrine Heathcote. 2008 wurde sie Modell des Unterwäsche-Labels The Modern Courtesan. Bianco war in diversen Musikvideos als Tänzerin zu sehen, u. a. von Depeche Mode, Slayer, Frankie Goes to Hollywood sowie der britischen Indie-Band Dirty Pretty Things. Einen Burlesque-Auftritt auf einer übergroßen Möhre legte sie in Robbie Williams’ Musikvideo zu You Know Me hin.
In der HBO-Fantasy-Serie Game of Thrones war sie als Prostituierte Ros zu sehen.

## Filmografie (Auswahl)
- 2006: Dolls
- 2008: Crowley – Back from Hell (Chemical Wedding)
- 2009: Dead Man Running
- 2010: Burlesque Fairytales
- 2010: Der Allergrösste bin Ich (The Big I Am)
- 2011: Eric & Ernie (Fernsehfilm)
- 2011–2013: Game of Thrones (Fernsehserie, 14 Folgen)
- 2013: Gay of Thrones (Fernsehserie, Folge 1x09)
- 2014: A Christmas Mystery (Fernsehfilm)
- 2015: Ominous (Fernsehfilm)
- 2015: The Scorpion King 4 – Der verlorene Thron (The Scorpion King: The Lost Throne)
- 2015–2020: The Magicians (Fernsehserie, 7 Folgen)
- 2017–2019: Star gegen die Mächte des Bösen (Star vs. the Forces of Evil, Fernsehserie, 24 Folgen, Stimme)
- 2018: Living Among Us
- 2018: Supergirl (Fernsehserie, 2 Folgen)